# 타소스 파파도풀로스
에프스타티오스 "타소스" 니콜라우 파파도풀로스(그리스어: Ευστάθιος "Τάσσος" Νικολάου Παπαδόπουλος, 1934년 1월 7일 ~ 2008년 12월 12일)는 키프로스의 제5대 대통령으로 레프코시아에서 태어났다. 부인과의 사이에서 4명의 자식이 있다.
런던에서 법률을 공부한 후, 변호사로서 활약했다. 1970년에 의원에 당선되고, 반독재 활동으로 체포ㆍ투옥되었다. 1976년에 다시 의원으로 복귀하고, 1981년에 중앙통일당을 결성한다. 중앙통일당은 후에 민주당(DIKO)으로 합류한다.
2000년에 민주당의 당수가 되고, 2003년 3월 1일에 제5대 대통령에 취임(임기는 5년)한다. 2006년에는 키프로스의 지도자로서는 거의 40년 만에 이집트를 방문해, 무바라크 대통령과 회담했다.
2008년 12월 폐암으로 사망했다. 2009년 12월 10일, 묘소가 도굴되고 유해가 도난당하는 사건이 발생했다.

## 같이 보기
- 북키프로스

## 역대 선거 결과
| 선거명      | 직책명            | 대수 | 정당   | 득표율 | 득표수    | 결과 | 당락 |
| ----------- | ----------------- | ---- | ------ | ------ | --------- | ---- | ---- |
| 2003년 선거 | 키프로스의 대통령 | 5대  | 민주당 | 51.51% | 213,353표 | 1위  |      |